# Петшикув (Любуське воєводство)
Петшикув (пол. Pietrzyków, нім. Pitschkau) — село в Польщі, у гміні Ліпінки-Лужицькі Жарського повіту Любуського воєводства.
Населення — 265 осіб (2011).
У 1975-1998 роках село належало до Зеленогурського воєводства.

## Демографія
Демографічна структура станом на 31 березня 2011 року:
|          | Загалом | Допрацездатний вік | Працездатний вік | Постпрацездатний вік |
| -------- | ------- | ------------------ | ---------------- | -------------------- |
| Чоловіки | 112     | 27                 | 80               | 5                    |
| Жінки    | 153     | 47                 | 84               | 22                   |
| Разом    | 265     | 74                 | 164              | 27                   |